# Derolus globulartus
Derolus globulartus es una especie de escarabajo longicornio del género Derolus, tribu Cerambycini, subfamilia Cerambycinae. Fue descrita científicamente por Gressitt & Rondon en 1970.

## Descripción
Mide 22,5 milímetros de longitud.

## Distribución
Se distribuye por Laos.